# Tüskésszárnyú ludak
A tüskésszárnyú ludak (Plectropterini) a madarak osztályának lúdalakúak (Anseriformes) rendjébe a récefélék (Anatidae) családja és azon belül a tarkalúdformák (Tadorninae) alcsaládjába tartozó nemzetség.

## Rendszerezés
A nemzetségbe mindössze 2 nem 2 faja tartozik, ezek a tarkalúdformák alcsaládjának legnagyobb testű képviselői.
- Sarkidiornis (Eyton, 1838) – 1 faj
  - bütykös fényréce (Sarkidiornis melanotos)
- Plectropterus (Stephens, 1824) – 1 faj
  - tüskésszárnyú lúd (Plectropterus gambensis)